# Mottram St Andrew
Mottram St Andrew is een civil parish in het bestuurlijke gebied Cheshire East, in het Engelse graafschap Cheshire met 493 inwoners.